# Bythocythere turgida
Bythocythere turgida är en kräftdjursart som beskrevs av Georg Ossian Sars 1866. Bythocythere turgida ingår i släktet Bythocythere, och familjen Bythocytheridae. Arten är reproducerande i Sverige.